# Білі ворони
Білі ворони (рос. Белые вороны) — радянський художній фільм 1988 року, знятий ТО «Екран».

## Сюжет
Солдати Васильєв і Прохоров, які повернулися з Афганістану, дізнаються, що наречена Васильєва зґвалтована. Поглумився над нею Половняк — шофер секретаря міськкому. Останній, знаючи, що Половняк обізнаний про його посадові злочини, просить слідчу Проніну, з якою має інтимні відносини, провести слідство за хибним шляхом, змусити потерпілу відмовитися від показань. Не витримавши ганьби, дівчина намагається отруїтися. Зіткнувшись з корупцією і беззаконням, Васильєв і Прохоров вирішують самі провести розслідування.

## У ролях
- Олександр Кулямін — Олексій Васильєв
- Олександр Високовський — Павло Прохоров
- Анна Тихонова — Настя, наречена Васильєва
- Геннадій Корольков — Віктор Якимович, батько Насті
- Наталія Єгорова — Тамара Миколаївна Проніна, слідчий, капітан міліції
- Олександр Пороховщиков — Петро Миколайович, секретар міськкому
- Олександр Соловйов — Микола Іванович Половняк
- Валерій Баринов — Єгор Степанович, прокурор
- Сергій Проханов — Сергій Петрович, старший лейтенант, інспектор ДАІ
- Олександр Потапов — Михалич, слюсар-автомастер
- Інга Будкевич — адміністраторка готелю
- Володимир Приходько — епізод
- Володимир Мащенко — фарцувальник, «кандидат наук»
- Олена Малявіна — епізод
- Надія Матушкіна — дружина секретаря міськкому
- Ольга Толстецька — Даша
- Маргарита Шубіна — Шубіна, чергова в готелі
- Микола Ісенко — наглядач в ізоляторі
- Володимир Князєв — епізод
- Павло Алексєєв — епізод
- Олександр Попков — епізод

## Знімальна група
- Режисер — Володимир Любомудров
- Сценарист — Євген Мєсяцев
- Оператор — Темерлан Зельма
- Композитор — Юрій Богданов